# Algemene verkiezingen in Gabon (1961)

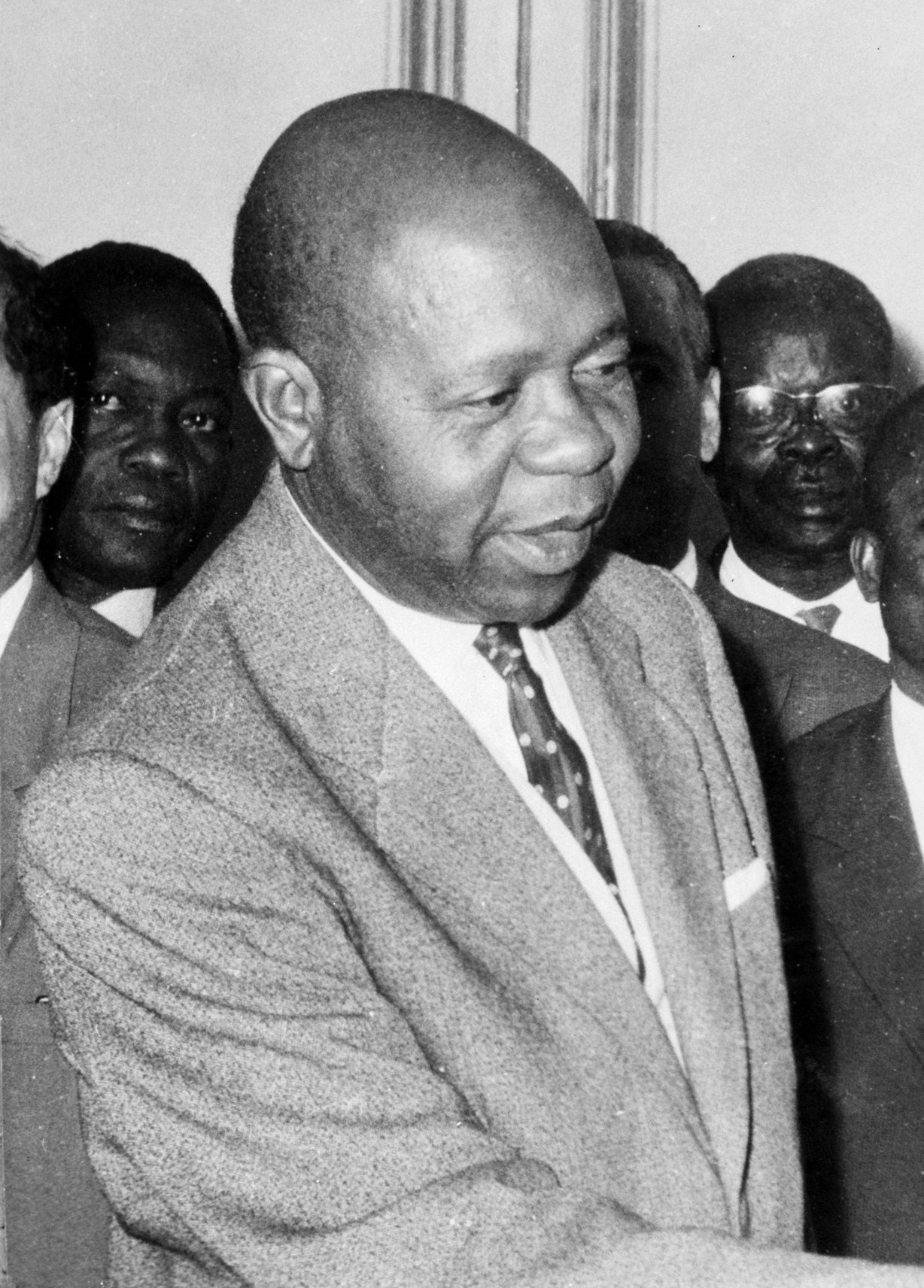
Gabriël Léon M'ba (BDG), winnaar van de Gabonese presidentsverkiezingen op 12 februari 1961 met 315.335 stemmen

De algemene verkiezingen in Gabon van 1961 vonden op 12 februari plaats. Er werd zowel gestemd voor een president als een parlement (Nationale Vergadering). Léon M'ba was de enige kandidaat voor het presidentschap. Hij was genomineerd namens de Union nationale die bestond uit het Bloc démocratique gabonais (BDG) en de Union démocratique et sociale gabonaise (UDSG). Hij kreeg 100% van de stemmen bij een opkomst van 98,73% en werd de eerste president van de republiek Gabon (voorheen was hij premier). In de Nationale Vergadering behaalde de lijst van de Union nationale 100% van de stemmen.

## Presidentsverkiezingen
| Kandidaat                       | Kandidaat                       | Partij                          | Stemmen | %      |
| ------------------------------- | ------------------------------- | ------------------------------- | ------- | ------ |
|                                 | Léon M'ba                       | Union nationale                 | 315.335 | 100,00 |
| Totaal                          | Totaal                          | Totaal                          | 315.335 | 100,00 |
|                                 |                                 |                                 |         |        |
| Geldige stemmen                 | Geldige stemmen                 | Geldige stemmen                 | 315.335 | 99,53  |
| Ongeldige stemmen/ Blanco       | Ongeldige stemmen/ Blanco       | Ongeldige stemmen/ Blanco       | 1.344   | 0,42   |
| Totaal aantal stemmen           | Totaal aantal stemmen           | Totaal aantal stemmen           | 316.679 | 100,00 |
| Geregistreerde kiezers/ Opkomst | Geregistreerde kiezers/ Opkomst | Geregistreerde kiezers/ Opkomst | 320.756 | 98,73  |
| Bron: Nohlen et al.             |                                 |                                 |         |        |

## VerkiezingenNationale Vergadering
| Partij                    | Partij                                                                                              | Zetels                    | %      |
| ------------------------- | --------------------------------------------------------------------------------------------------- | ------------------------- | ------ |
|                           | Union nationale ● Bloc démocratique gabonais (BDG) ● Union démocratique et sociale gabonaise (UDSG) | 67                        | 100,00 |
| Totaal                    | Totaal                                                                                              | 67                        | 100,00 |
|                           | |                           |        |
| Ongeldige stemmen/ Blanco | Ongeldige stemmen/ Blanco                                                                           | Ongeldige stemmen/ Blanco | 0,42   |
| Bron: AED                 | |                           |        |

## Nasleep
De nieuwgekozen Nationale Vergadering nam een nieuwe grondwet aan de macht van de president aanzienlijk uitbreidde. Het autocratische bewind van M'ba leidde in 1964 tot een couppoging die slecht kon worden onderdrukt met behulp van Franse militairen.